# Matrikový katolík
Matrikový katolík (neboli nepraktikující katolík) je v užším slova smyslu označení člověka, který je v souladu s učením katolické církve veden v matrikách jako katolík, protože byl pokřtěn, ale církevního života v katolické církvi se neúčastní. 
Někdy se pojem rozšiřuje i na katolíky, kteří se sice ke svému katolictví hlásí a církevního života se účastní, avšak výrazně méně, než stanoví církevní nařízení, a kteří nerespektují vnitrocírkevní předpisy v běžném životě. 
Opakem matrikového katolíka je praktikující katolík.